# Tragocephala castnia
Tragocephala castnia es una especie de escarabajo longicornio del género Tragocephala, subfamilia Lamiinae. Fue descrita científicamente por Thomson en 1857.
Se distribuye por Angola, Benín, Costa de Marfil, Liberia, Malaui, Nigeria, Uganda, República Democrática del Congo, Senegal, Sierra Leona, Chad y Togo. Posee una longitud corporal de 15,5-22,5 milímetros. El período de vuelo de esta especie ocurre en los meses de febrero, marzo, abril y octubre.
Parte de su alimentación se compone de plantas de la familia Amaranthaceae, Anacardiaceae, Euphorbiaceae, Sapindaceae y la subfamila Sterculioideae, entre otras.